# Centaurea seridis
Centaurea seridis — вид квіткових рослин родини айстрові (Asteraceae).

## Опис
Це кореневищні трав'янисті рослини, досить повстяні. Листя великі (базовий понад 30 см завдовжки і 5 см завширшки). Квіткові голови близько 3 см в діаметрі.

## Поширення
Північна Африка: Алжир, Марокко, Туніс. Південна Європа: Албанія, Греція, Іспанія, Гібралтар, Італія, Мальта. Населяє луки, поля і дороги поблизу узбережжя.

## Галерея

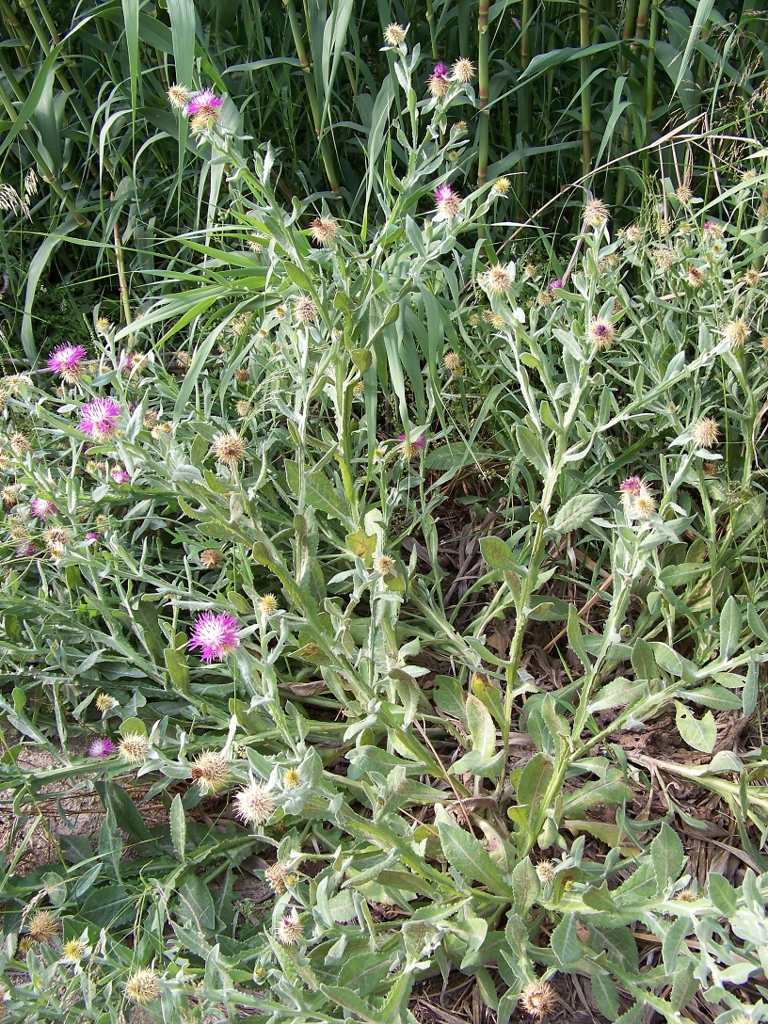
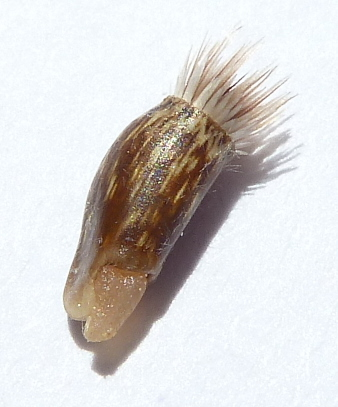
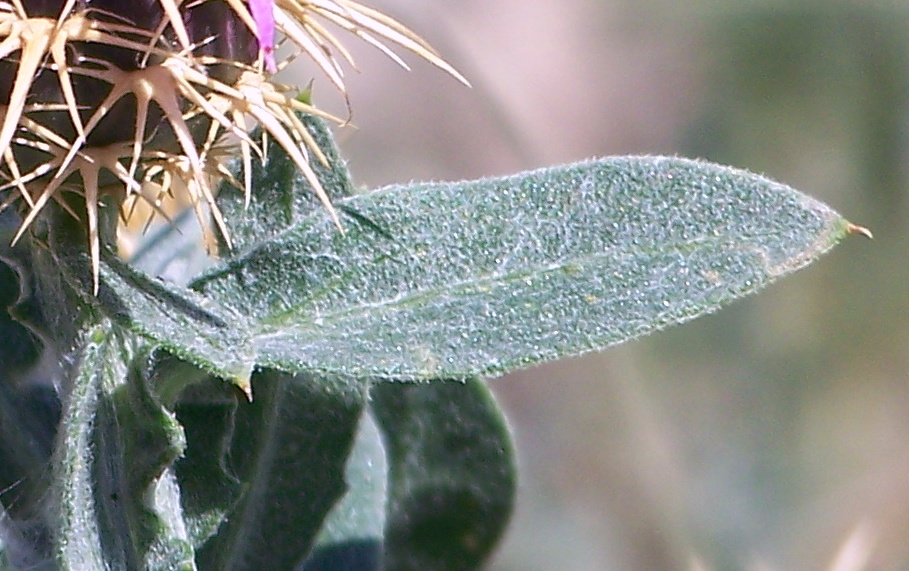